# Cuevas de Tamana
Cuevas de Tamana (en inglés: Tamana caves) es un sistema de cuevas situado en la ladera norte del monte Tamana en el este de Trinidad. El monte Tamana se eleva 307 metros, se trata de una colina plana rematada, de piedra caliza del Mioceno, de la Formación Tamana en la Cordillera Central del Este.
Julian Kenny describe la cueva principal como un conjunto de 18 secciones diferentes. 